# John de Zulueta Greenebaum
John de Zulueta Greenebaum (Cambridge (Massachusetts), 23 de febrer de 1947) és un empresari nord-americà, establert a Espanya. President del Círculo de Empresarios des de març del 2018.

## Biografia

### Orígens familiars i Formació acadèmica
El seu avi, Lluís de Zulueta i Escolano, va ser diputat, ministre d'Estat de la República i ambaixador. La seva mare, Carmen de Zulueta, hispanista, escriptora i professora universitària. El seu pare, Richard Greenebaum, doctorat en Dret a la Universitat Harvard, era fill d'una família de banquers de Chicago.
Després de passar dos anys a Nova York, se'n va anar a Brasil, on va viure fins a 1957. Es va llicenciar en Història Contemporània per la Universitat Stanford (Califòrnia) en 1968, i MBA per la Universitat de Colúmbia (Nova York), en 1976.

### Activitat empresarial
Va començar la seva trajectòria professional en San Francisco, com a consultor per Boston Consulting Group, entre 1976 i 1978. Des d'aquest moment, la seva trajectòria professional li ha portat a un bon nombre d'empreses: assistent al president de PepsiCo Foods International, en Dallas en 1979; director gerent en La Vienesa, en Caracas, entre 1979 i 1980; president - director general del grup PepsiCo, a Barcelona, entre 1981 i 1985 (Matutano); conseller delegat de Schweppes, a Madrid, entre 1985 i 1991; vicepresident de Cadbury Beverages Europe, a Madrid, entre 1989 i 1991; conseller delegat de Sanitas, a Madrid, des de 1991 a 2005 i president de 2005 a 2009; conseller de Bankinter, a Madrid, des de 1998 a 2015 i conseller de Línia Directa Asseguradora a partir de 2015 (Grup Bankinter).
El gener de 2010 va ser nomenat president no executiu d'USP Hospitales, amb l'objectiu de liderar el major grup privat d'hospitals d'Espanya, en la seva nova etapa, sense la presència del seu fundador, Gabriel Masfurroll.
Des de 2004 està lligat al Círculo de Empresarios, on ha estat membre de la seva junta directiva i president del seu comitè de sanitat. Des del 20 de març de 2018 presideix aquesta associació.

### Vida personal
El 4 de maig de 1989 va contreure matrimoni amb Carmen Castell Sala. Tenen un fill, Ricardo
En 1992, li van diagnosticar un bacteri, la borrelia, que transmet la paparra i que el va deixar paraplègic.